# 굴랍자문
굴랍자문(우르두어: گلاب جامن 굴라브 자문, 힌디어: गुलाब जामुन 굴라브 자문)은 코야(유고형물)로 만든 남아시아의 미타이이다. 중세 이란에서 기원하였으며, 남아시아 및 인접 지역인 네팔, 몰디브, 미얀마, 방글라데시, 아프가니스탄, 인도, 파키스탄은 물론 남아시아계 인구가 많은 모리셔스와 피지, 말레이반도, 영국과 남아프리카 공화국 및 카리브해 연안의 가이아나, 수리남, 자메이카, 트리니다드 토바고 등지에서도 즐겨 먹는다. 파키스탄의 국민 음식 가운데 하나로 여겨진다. 인도 채식 식단에 포함되는 음식이며, 결혼식이나 잔칫날 때 제공되는 음식이기도 하다.

## 이름
힌두스탄어 "굴라브 자문(گلاب جامن/गुलाब जामुन)"은 "장미꽃물"을 뜻하는 "굴라브(گلاب/गुलाब)"와 "염부"를 뜻하는 "자문(جامن/जामुन)"으로 이루어진 말이다. "굴라브"의 어원은 고전 페르시아어 "굴라브(گلاب)"이며, 이는 "장미"를 뜻하는 "굴(گل)"과 "물"을 뜻하는 "아브(آب)"가 합쳐진 말이다. "자문"의 어원은 산스크리트어 "잠부(जम्बू)"이다. "잠부"는 한국어 "염부"의 원어이기도 하다. 인도의 왕이 염부가 먹고 싶어 염부나무를 재배하려고 하였으나 실패하자, 궁중 요리사가 물소젖을 졸여 염부 모양으로 만든 뒤 장미꽃물을 뿌려 왕에게 먹도록 하였다는 것에서 유래하였다.

## 만들기
유고형물인 코야에 마이다(정제 밀가루)와 베이킹파우더를 섞어 만든 반죽을 둥글게 빚어 튀긴 뒤, 카다멈과 사프란, 장미꽃물을 넣은 설탕 시럽에 재어 만든다. 코야와 마이다의 비율은 7:3~9:1 정도가 적절하며, 베이킹파우더의 양은 코야와 마이다 혼합물의 0.2~1%가량을 사용한다. 튀기는 시간은 7~11분가량이 적절하며, 튀긴 코야 반죽을 담글 때 시럽의 온도는 30~70°C, 당도는 50~70°Bx이고, 시럽에 담그는 시간은 2~10시간 정도이다. 마름가루를 넣어 만들기도 하며, 고명으로 얇게 썬 견과류를 곁들여 내기도 한다.

## 같이 보기
- 라스굴라
- 로크마